# Landrichamps
Landrichamps ist eine französische Gemeinde mit 129 Einwohnern (Stand: 1. Januar 2022) im Département Ardennes in der Region Grand Est (bis 2015 Champagne-Ardenne). Sie gehört zum Arrondissement Charleville-Mézières, zum Kanton Givet und zum Gemeindeverband Ardenne, Rives de Meuse.

## Geographie
Landrichamps liegt an der Grenze zu Belgien, zwei Kilometer östlich des Kernkraftwerkes Chooz. Die Gemeinde liegt im 2011 gegründeten Regionalen Naturpark Ardennen. Das Gemeindegebiet wird vom Fluss Houille durchquert, der bei Givet in die Maas mündet. Umgeben wird Landrichamps von den Nachbargemeinden Charnois im Norden und Nordosten,  Beauraing (Belgien) im Südosten und Süden sowie Chooz im Westen.

## Bevölkerungsentwicklung
| Jahr                       | 1962 | 1968 | 1975 | 1982 | 1990 | 1999 | 2007 | 2019 |
| -------------------------- | ---- | ---- | ---- | ---- | ---- | ---- | ---- | ---- |
| Einwohner                  | 155  | 147  | 127  | 166  | 139  | 132  | 142  | 131  |
| Quellen: Cassini und INSEE |      |      |      |      |      |      |      |      |

## Sehenswürdigkeiten

Kirche Sainte-Maguerite

- Kirche Sainte-Maguerite